# Submarino alemão Tipo IXA
O submarino alemão Tipo IXA foi uma subclasse do submarino alemão Tipo IX construído para a Kriegsmarine da Alemanha Nazi entre 1937 e 1938. Estes U-boot foram projectados entre 1935 e 1936 e pretendiam ser submarinos oceânicos bastante grandes. A inspiração para o submarino Tipo IXA veio do submarino alemão Tipo IA, que tinha profundidade de mergulho semelhante e potência submersa idêntica.
Dois dos oito submarinos Tipo IXA (U-37 e U-38) tornar-se-iam nos 6.º e 10.º U-boot mais bem-sucedidos que entraram em serviço na Segunda Guerra Mundial, afundando 53 e 35 navios, respectivamente. Todos os submarinos Tipo IXA foram afundados bem no início da guerra, excepto o U-37 e o U-38, que foram afundados em maio de 1945 para evitar que caíssem nas mãos dos Aliados.

## Construção
Todos os submarinos Tipo IXA foram encomendados pela Kriegsmarine entre 29 de julho de 1936 e 21 de novembro de 1936 como parte do Plano Z e do plano geral alemão de rearmamento em violação do Tratado de Versalhes. O projecto dos submarinos IXA foi derivado do submarino alemão Tipo IA. Todos os contratos para a construção dos submarinos foram adjudicados à DeSchiMAG AG Weser, de Bremen. O primeiro U-boot a ser a ter a sua quilha batida nos estaleiros de Bremen foi o U-37, no dia 15 de março de 1937. O último U-boot com a quilha batida foi o U-44, cuja construção começou a 15 de setembro de 1937. Em novembro de 1939, todos os oito submarinos estavam totalmente construídos e comissionados na Kriegsmarine.

## Design

### Características gerais
Os submarinos Tipo IXA foram os primeiros submarinos alemães a ter casco duplo. Isso permitia uma maior probabilidade de sobrevivência caso fossem atacados e deu-lhes uma melhor navegabilidade na superfície. Os submarinos Tipo IXA tiveram uma profundidade de teste de 230 m (750 ft). A classe tinha dois motores a diesel MAN M 9 V 40/46 com supercompressor de nove cilindros que produziram 3200 kW, bem como dois motores eléctricos de dupla acção SSW 2 GU 345/34 que produziram 735 kW e permitia-lhes viajar a 33,7 km/h enquanto na superfície e a 14,3 km/h quando submerso. Os submarinos Tipo IXA tinham um alcance de 19 400 quilómetros a 19 km/h enquanto na superfície e até 144 quilómetros a 7,4 km/h enquanto submerso. A capacidade de combustível era de 154 toneladas. A capacidade máxima de tripulação era de 56, embora o número a bordo geralmente fosse entre 45-48.

### Armamento
Os submarinos Tipo IXA tinham seis tubos de torpedo (quatro na proa e dois na popa) e carregavam um total de vinte e dois torpedos. A ogiva do torpedo pesada entre 280 kg e 430 kg. Esses torpedos podiam viajar até seis mil metros e tão rápido quanto 81 km/h. Doze torpedos foram armazenados internamente e dez estavam nos contentores do convés superior. A fim de colocar os torpedos na sala de torpedos de proa ou de proa, os torpedos eram levantados sobre o submarino por um guindaste; a tripulação então o puxaria para dentro da embarcação usando um berço que foi colocado num ângulo para permitir que o torpedo deslizasse para a posição dentro da sala de torpedos. Para recarregar um tubo de torpedo com um torpedo de um dos compartimentos acima do convés, o submarino teria que emergir em águas calmas. Em seguida, o torpedo seria retirado do compartimento com guinchos e baixado para a sala de torpedos de proa ou de proa. Esse processo poderia levar várias horas para apenas um torpedo, durante o qual o U-boot não podia mergulhar, tornando-o um alvo fácil para aeronaves aliadas.
Os submarinos foram equipados com um canhão naval de 10,5 centímetros SK C/32 à frente da torre de comando; para este canhão eram dedicadas 180 munições. A arma disparava munições de 15,1 kg a uma velocidade 780 metros por segundo até um alcance máximo de quinze quilómetros. Contra aeronaves, o tecto da arma era de dez mil metros. A arma era operada manualmente. A cadência de tiro era de 15 tiros por minuto. Estes submarinos também estavam armados com um canhão antiaéreo de 2 centímetros C/30; este canhão tinha um alcance de quase cinco quilómetros e disparava até 280 tiros por minuto; disparando contra aeronaves, o tecto baixava para 3700 metros. A velocidade do projéctil era de até 835 metros por segundo e cada munição pesava 0,32 kg. Os submarinos eram ainda equipados com um canhão de 3,7 cm SK C/30 com um alcance de 8 500 metros e uma cadência de tiro de trinta por minuto. As munições atingiam uma velocidade de até mil metros por segundo e o peso total da munição era de 0,74 kg.

## Lista de U-boots Tipo IXA
A classe Tipo IXA tinha oito submarinos, todos construídos pela AG Weser de Bremen. Depois de serem comissionados, os submarinos Tipo IXA ficaram estacionados na cidade portuária alemã de Wilhelmshaven.
| Nome | Construtor de casco | Encomendado            | Batimento da quilha    | Lançado                 | Comissionado            | Destino |
| ---- | ------------------- | ---------------------- | ---------------------- | ----------------------- | ----------------------- | --- |
| U-37 | AG Weser, Bremen    | 29 de julho de 1936    | 15 de março de 1937    | 14 de maio de 1938      | 4 de agosto de 1938     | Afundado a 8 de maio de 1945.                                                                                           |
| U-38 | AG Weser, Bremen    | 29 de julho de 1936    | 15 de abril de 1937    | 9 de agosto de 1938     | 24 de outubro de 1938   | Afundado a 5 de maio de 1945 a oeste de Wesermünde e sucateado em 1948.                                                 |
| U-39 | AG Weser, Bremen    | 29 de julho de 1936    | 2 de junho de 1937     | 22 de setembro de 1938  | 10 de dezembro de 1938  | Afundado a 14 de setembro de 1939, a noroeste da Irlanda. Todos os membros da tripulação sobreviveram.                  |
| U-40 | AG Weser, Bremen    | 29 de julho de 1936    | 1 de julho de 1937     | 9 de novembro de 1938   | 11 de fevereiro de 1939 | Afundado a 13 de outubro de 1939 no Canal da Mancha por minas. 45 mortos e 3 sobreviventes.                             |
| U-41 | AG Weser, Bremen    | 21 de novembro de 1936 | 27 de novembro de 1937 | 28 de janeiro de 1939   | 22 de abril de 1939     | Naufragado a 5 de fevereiro de 1940 ao sul da Irlanda. Todos os 49 membros da sua tripulação afundaram com o submarino. |
| U-42 | AG Weser, Bremen    | 21 de novembro de 1936 | 21 de dezembro de 1937 | 16 de fevereiro de 1939 | 15 de julho de 1939     | Naufragado a 13 de outubro de 1939, a sudoeste da Irlanda. 22 mortos e 20 sobreviventes.                                |
| U-43 | AG Weser, Bremen    | 21 de novembro de 1936 | 15 de agosto de 1938   | 23 de maio de 1939      | 26 de agosto de 1939    | Afundado a sudoeste dos Açores, a 30 de julho de 1943. 55 mortos.                                                       |
| U-44 | AG Weser, Bremen    | 21 de novembro de 1936 | 15 de setembro de 1938 | 5 de agosto de 1939     | 4 de novembro de 1939   | Afundado por uma mina a 13 de março de 1940 na costa da Holanda. Todos os membros da tripulação foram perdidos.         |

### U-37

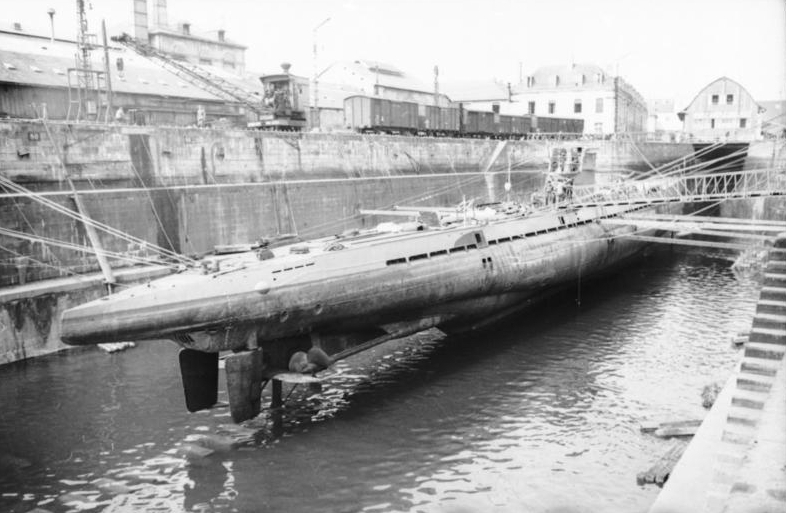
U-37 em Lorient, 1940

O U-37 teve a sua quilha batida pela AG Weser de Bremen a 15 de março de 1937. Após pouco mais de um ano de construção, ele foi lançado dos estaleiros de Bremen no dia 14 de maio de 1938 e comissionado na Kriegsmarine a 4 de agosto de 1938 sob o comando de Kapitänleutnant Heinrich Schuch como membro da 6. Unterseebootsflottille (6.ª Flotilha). O U-37 foi de longe o U-boot Tipo IXA de maior sucesso e o sexto U-boot de maior sucesso na Segunda Guerra Mundial, afundando 53 navios mercantes num total de 200 124 toneladas de arqueação bruta (TAB), juntamente com dois navios de guerra durante onze patrulhas de guerra de agosto de 1939 a março de 1941. Apesar dessas vitórias, o U-37 foi posteriormente retirado do serviço de combate e usado para treinar tripulações de submarinos até ao final da guerra. A 8 de maio de 1945 a tripulação do U-37 afundou o U-boat na Baía de Sonderburg, perto de Flensburg, de modo a evitar que ele caísse nas mãos dos Aliados.

### U-38

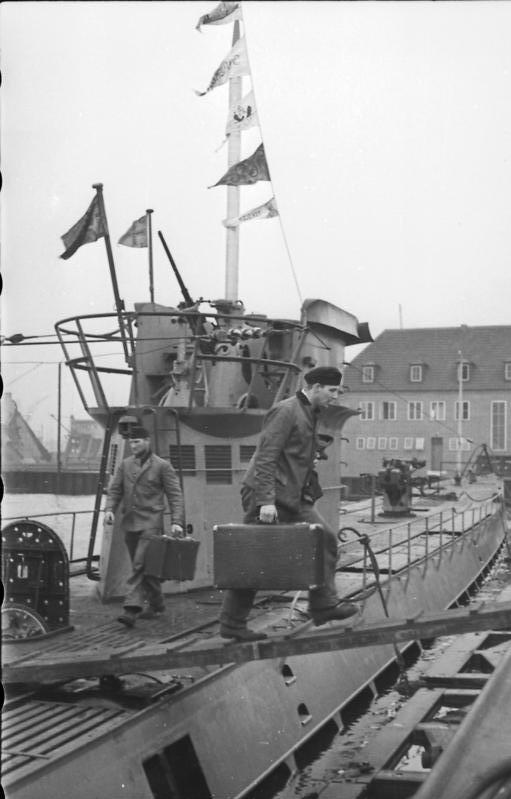
A tripulação do U-38 a deixar o submarino após este chegar a Wilhelmshaven, 18 de abril de 1940

A quilha do U-38 foi batida a 15 de abril de 1937 e depois de mais de um ano e meio de construção ele foi comissionado no dia 24 de outubro de 1938 com o Oberleutnant zur See Heinrich Liebe no comando. O U-38 foi designado para a 6.ª Flotilha e, como o U-37, conduziu onze patrulhas. Durante essas patrulhas, ele conseguiu afundar ou danificar mais de 30 embarcações inimigas. Assim como o U-37, o U-38 é um dos U-boots de maior sucesso da Segunda Guerra Mundial, ocupando o 10.º lugar. Com a guerra a chegar ao fim com um desfecho desastroso para a Alemanha, o U-38 foi afundado pela sua própria tripulação a oeste de Wesermünde no dia 5 de maio de 1945.

### U-39
A quilha do U-39 foi batida no dia 2 de junho de 1937. Ele foi comissionado um ano depois, a 10 de dezembro de 1938, com o Kapitänleutnant Gerhard Glattes no comando como membro da 6.ª Flotilha. No dia 14 de setembro de 1939, poucos dias depois de começar a sua primeira patrulha de tempo de guerra, o U-39 foi caçado pelos contratorpedeiros britânicos HMS Faulknor, HMS Firedrake e HMS Foxhound e incapacitado com cargas de profundidade após tentar afundar o porta-aviões britânico HMS Ark Royal. Todos os membros da tripulação sobreviveram e foram capturados pelos britânicos. O U-39 foi o primeiro submarino alemão a ser afundado na Segunda Guerra Mundial.

### U-40
O U-40 foi encomendado para construção no dia 29 de julho de 1936 e a sua quilha foi batida a 1 de julho de 1937. Ele foi lançado de Bremen a 9 de novembro de 1938 e comissionado a 11 de fevereiro de 1939 com o Kapitänleutnant Werner von Schmidt no comando. O U-40 conduziu apenas duas patrulhas de guerra durante a sua carreira, ambas enquanto parte da 6.ª Flotilha. Durante o seu curto período de serviço na guerra, o U-40 não afundou nenhum navio, tendo acabado por se afundar no dia 13 de outubro de 1939 após atingir minas no Canal da Mancha, enquanto tentava navegar por um atalho para se encontrar com outros submarinos.

### U-41
O U-41 teve a sua quilha batida a 27 de novembro de 1937 e foi lançado a 28 de janeiro de 1939. Ele foi comissionado na Kriegsmarine no dia 22 de abril de 1939 sob o comando de Oberleutnant zur See Gustav-Adolf Mugler. O U-41 realizou apenas três patrulhas de guerra, duas como parte da 6.ª Flotilha e uma como membro da 2.ª Flotilha. Durante a sua breve carreira ele afundou cinco navios inimigos, totalizando 22 815 TAB, capturou mais dois navios num total de 2 073 TAB, e danificou um navio de 8 096 TAB. No dia 5 de fevereiro de 1940 o U-41 foi afundado após um ataque com cargas de profundidade do contratorpedeiro britânico HMS Antelope na costa da Irlanda. Todos os 49 tripulantes perderam-se com o navio.

### U-42
O U-42 foi encomendado pela Kriegsmarine a 21 de novembro de 1936; a sua quilha foi batida a 21 de dezembro de 1937 pela AG Weser de Bremen com o número de estaleiro 947 e seria lançado a 16 de fevereiro de 1939 e comissionado a 15 de julho de 1939 com o Kapitänleutnant Rolf Dau no comando do navio. O U-42 teve uma carreira muito curta, sendo afundado ainda na sua primeira patrulha de guerra. Durante o seu serviço com a Kriegsmarine o U-42 conduziu apenas uma patrulha de treino e uma patrulha de guerra, durante a qual danificou um navio inimigo de 4 803 TAB. Ambas as patrulhas do U-42 foram realizadas com a 6.ª Flotilha. No dia 13 de outubro de 1939 o U-42 foi afundado a sudoeste da Irlanda pelos navios de guerra britânicos HMS Imogen e HMS Ilex. De uma tripulação de 46, vinte sobreviveram e 26 afundaram com o submarino.

### U-43
A quilha do U-43 foi batida a 15 de agosto de 1938 no estaleiro da AG Weser em Bremen; ele foi lançado a 23 de maio de 1939 e comissionado a 26 de agosto de 1939 sob o comando de Kapitänleutnant Wilhelm Ambrosius. Entre novembro de 1939 e julho de 1943, o submarino conduziu quatorze patrulhas de combate como membro da 6.ª Flotilha e depois como parte da 2.ª Flotilha, afundando 21 navios mercantes num total de 117 036 TAB, danificando um navio de 10 350 TAB e outro de 9 131 TAB o suficiente para ser declarado como perda total. O U-43 foi afundado no dia 30 de julho de 1943 a sudoeste dos Açores por um torpedo lançado de um avião da Marinha dos Estados Unidos do porta-aviões de escolta Santee; todas as 55 almas foram perdidas.

### U-44
O U-44 foi encomendado pela Kriegsmarine no dia 21 de novembro de 1936 e teve a sua quilha batida a 15 de setembro de 1938 pela AG Weser, de Bremen, com o número de estaleiro 949. Ele foi lançado a 5 de agosto de 1939 e comissionado no dia 4 de novembro sob o comando de Kapitänleutnant Ludwig Mathes. Durante o seu serviço na Kriegsmarine, o U-44 conduziu apenas duas patrulhas de guerra (uma como parte da 6.ª Flotilha e outra como membro da 2.ª Flotilha) e afundou oito embarcações inimigas para uma perda total de 30 885 TAB. No dia 13 de março de 1940 o U-44 atingiu uma mina localizada no campo minado número 7, na costa norte da Holanda. Todos os 47 membros da tripulação do U-44 afundaram com o submarino.